# Arctornis anserella
Arctornis anserella är en fjärilsart som beskrevs av Collenette 1938. Arctornis anserella ingår i släktet Arctornis och familjen tofsspinnare. Inga underarter finns listade i Catalogue of Life.